# The Prague Post
The Prague Post – czeski tygodnik wydawany w języku angielskim. Został założony w 1991 r.